# Theo Haze
Theodorus Lambertus (Theo) Haze (Stad Almelo, 7 oktober 1903 – 14 mei 1972) was een Nederlandse spion en een verzetsstrijder tijdens de Tweede Wereldoorlog.
In 1937 werd Haze, werkzaam bij de Koninklijke Marechaussee brigade Glanerbrug, belast met het in kaart brengen van Duitse bouwwerken, en de vergaarde informatie te versturen naar de inlichtingendienst GS III-A in Den Haag. Haze was voor uitvoering van deze opdracht regelmatig in Duitsland, maar omdat hij het Duits goed beheerste kon hij daar zonder op te vallen verblijven. Ook in zijn latere aanstelling bij Brigade Winterswijk van de Koninklijke Marechaussee werd Haze regelmatig betrokken bij spionagewerk in Duitsland, en verzamelde informatie over troepensterkte, aantallen divisies en dergelijke. Alle informatie die werd vergaard, werd aan GS III-A verzonden.
Niet alle, door Haze aangeleverde informatie, werd serieus genomen. Op 7 mei 1940 zei hem een dronken beambte van de Duitse grenspolitie: "met drie dagen zijn we bij je, in Holland...". Toen Haze dat aan Den Haag doorgaf, werd hem te verstaan gegeven "niet met dergelijke sensatieberichten te komen, daar er alleen maar onrust mee werd gewekt...".
In de vroege ochtend van 10 mei 1940 vielen Duitse troepen Nederland binnen. Haze en zijn mensen hebben tot het laatste moment informatie over aard en omvang van de Duitse troepen per telefoon doorgegeven aan GS III-A in Den Haag.
Haze werd te werk gesteld bij brigade Glanerbrug, en werd daar rechercheur in de groep van districtscommandant F. Rouffaer. Rouffaer had hiermee het doel subversieve elementen te schaduwen, maar als nevendoel de Nederlandse bevolking te beschermen tegen de praktijken van de Gestapo en de Sicherheitsdienst (SD). Haze en zijn mannen hadden daartoe regelmatig contact met leden van deze Duitse diensten, en werd daardoor al snel als NSB'er gezien.
Na de oorlog werd Haze gearresteerd, en moest als "zwaar geval" anderhalf jaar (in gevangenschap) wachten op zijn berechting. Hij werd beschuldigd van de dood van twee verzetsmensen, onder wie Frans Tempel, maar de Almelose rechtbank vond dat een fout die Haze, gezien de druk van de omstandigheden, niet kon worden aangerekend. Haze bleek niet de dubbelspion waar men hem voor hield, en hij had volgens procureur-fiscaal Van der Walle "steeds de belangen van het Vaderland gediend".